# Ikrek (film, 1988)
Az Ikrek (eredeti cím: Twins) 1988-ban bemutatott egész estés amerikai filmvígjáték, amelynek főszereplői Arnold Schwarzenegger, Danny DeVito és David Caruso, a rendezője és producere Ivan Reitman, az írói William Davies, William Osborne, Timothy Harris és Herschel Weingrod, a zeneszerzői Georges Delerue és Randy Edelman. A mozifilm gyártója és forgalmazója az Universal Pictures.
Az Amerikai Egyesült Államokban 1988. december 9-én, Magyarországon 1989. július 6-án mutatták be a mozikban.

## Cselekmény
Egy titkos orvosi kísérletben hat "szuperapa" génjeit összekeverték és mesterségesen megtermékenyítettek vele egy nőt, hogy így kapjanak egy szuperembert. A kísérlet során a várakozásokkal ellentétben kétpetéjű ikrek születtek: Julius (Arnold Schwarzenegger) a szupererős, szuperintelligens csodagyerek, és testvére, Vincent (Danny DeVito) aki az összes gyengébb gént örökölte. Julius egy szigetre került, ahol kiváló oktatást kapott és erős, művelt, de vajszívű, szelíd emberré vált. Vincentet pedig árvaházba adták, ahonnan miután kikerült, bűnöző lett.
Egy napon Julius megtudta, hogy van egy testvére és a keresésére indult. Épp időben érkezett, mert néhány rossz fiú épp rátámadt az öccsére. Megmenti, majd közösen elindulnak, hogy megkeressék az édesanyjukat, Mary Ann Benedictet, akitől születésük pillanatában elszakították őket. Az út során Julius összeismerkedik Vincent barátnőjének a testvérével, Marnieval is.
Közösen megtudják az igazságot a születésük körülményeiről, majd megtalálják Mary Ann Benedictet egy művésztelepen, aki azonban egy szavukat sem hiszi. Leszámolnak a rosszfiúkkal, és bekerülnek az újságba is. Mary ettől fogva már elhiszi, hogy ők a fiai, így a film végére összejön az egész család.
A film záró képsorában Julius és Vincent is boldog apaként tolják a babakocsikat, melyekben 1-1 ikerpár utazik.

## Szereposztás
| Szerep                                    | Színész               | Magyar hangja (1. szinkron, 1989) |
| ----------------------------------------- | --------------------- | --------------------------------- |
| Julius Benedict                           | Arnold Schwarzenegger | Tordy Géza                        |
| Vincent Benedict                          | Danny DeVito          | Harkányi Endre                    |
| Marnie Mason                              | Kelly Preston         | Tóth Enikő                        |
| Linda Mason                               | Chloe Webb            | Kovács Nóra                       |
| Mary Ann Benedict                         | Bonnie Bartlett       | Tolnay Klári                      |
| Al Greco                                  | David Caruso          | Csankó Zoltán                     |
| Beetroot McKinley                         | Trey Wilson           | Trokán Péter                      |
| Mr. Webster                               | Marshall Bell         | Perlaki István                    |
| Werner professzor / Narrátor              | Tony Jay              | Velenczey István                  |
| Granger, egyike az ikrek édesapjaik közül | Hugh O’Brian          | Tolnai Miklós                     |
| Granger unokája                           | Jason Reitman         | Petrik Péter                      |
| Granger unokahúga                         | Catherine Reitman     | Somlai Edina                      |
| Mitchell Traven professzor                | Nehemiah Persoff      | Szabó Ottó                        |
| Burt Klane                                | Maury Chaykin         | Kránitz Lajos                     |
| Bob Klane                                 | Tom McCleister        | Hankó Attila                      |
| Morris Klane                              | David Efron           | Láng József                       |
| Festőnő                                   | Linda Porter          | Pápai Erzsi                       |
| Peter Garfield                            | Peter Dvorsky         | Koroknay Géza                     |
| Gilbert Larsen                            | Robert Harper         | Szacsvay László                   |
| Miss Busby                                | Rosemary Dunsmore     | Tóth Judit                        |
| Tony, a Chop Shop tulajdonosa             | Richard Portnow       | Németh Gábor                      |
| Börtönőr                                  | Wayne Grace           | Dózsa László                      |
| Hollywoodi rablók                         | S.A. Griffin          | Juhász Jácint                     |
| Hollywoodi rablók                         | Billy D. Lucas        | Rosta Sándor                      |
| Költöztetők                               | Jay Arlen Jones       | Kerekes József                    |
| Költöztetők                               | Ty Granderson Jones   | Jakab Csaba                       |
| Sam Klane                                 | Sven-Ole Thorsen      | néma szereplő                     |
| Dave Klane                                | Gus Rethwisch         | néma szereplő                     |
| Mary Ann Benedict fiatalon                | Heather Graham        | néma szereplő                     |
| Stewardess                                | Lora Milligan         | N/A                               |
| Gondnok                                   | Richard deFaut        | N/A                               |
| McKinley embere                           | Marvin J. McIntyre    | N/A                               |
| Apácafőnökasszony                         | Frances Bay           | N/A                               |
| Ázsiai ember                              | Cary-Hiroyuki Tagawa  | N/A                               |
| Indián                                    | Steve Reevis          | N/A                               |
| Titkárnő                                  | Elizabeth Kaitan      | N/A                               |
| Gilbert Larsen                            | Robert Harper         | N/A                               |
| Fotós a film elején                       | Joe Medjuck           | N/A                               |
| Énekes                                    | Nicolette Larson      | eredeti nyelven                   |
| Gitáros                                   | Jeff Beck             | eredeti nyelven                   |
| Dobos                                     | Terry Bozzio          | eredeti nyelven                   |
| Közrendőr                                 | N/A                   | Tahi Tóth László                  |
| Agnes, a szomszédnő                       | N/A                   | Papp Ágnes                        |
| Biztonsági őr                             | N/A                   | Kristóf Tibor                     |